# Шаршуков, Николай Владимирович
Николай Владимирович Шаршуков (род. 13 августа 1960, Темиртау, Карагандинская область) — советский и российский хоккеист, тренер по хоккею и следж-хоккею.

## Биография
Николай Шаршуков родился 13 августа 1960 года в городе Темиртау Карагандинской области (сейчас в Казахстане).
Занимался хоккеем в Темиртау. Играл на позиции защитника в первой лиге за свердловские СКА (1980—1981) и «Луч» (1988—1989), «Булат» из Темиртау (1991—1993).
В 1987 году окончил Карагандинский политехнический институт.
В начале 1990-х годов переехал в Тулу. Играл в чемпионате области за тульский «Металл». В начале 2000-х годов был председателем федерации хоккея Тульской области.
В 1998 году стал играющим главным тренером возрождённого щёкинского «Корда». После того как в 1999 году «Корд» вернулся во вторую лигу, первый сезон провёл в качестве играющего тренера, но затем сосредоточился на тренерской работе. После того как в 2004 году «Корд» из-за недостатка средств покинул вторую лигу, продолжил тренировать команду и играть за неё на уровне чемпионата области.
Создал на базе «Корда» первую в Тульской области женскую хоккейную команду. Среди воспитанниц Шаршукова была трёхкратная чемпионка России в составе подмосковного «Торнадо», вратарь Наталья Панкина.
С 2007 года работал в Московской области — тренировал детей в школах ступинского «Капитана» и мытищинского «Атланта».
В 2013 году стал работать тренером по следж-хоккею. Возглавлял подмосковный «Феникс», пять раз под его началом выигрывавший чемпионат России. Также был ассистентом главного тренера сборной России по следж-хоккею Сергея Самойлова. За время работы Шаршукова в штабе национальной команды она дважды выигрывала бронзовые медали чемпионата мира (2013, 2015), а в 2014 году на зимних Паралимпийских играх в Сочи впервые завоевала серебро.
С 2018 года тренировал сборную Китая по следж-хоккею. В 2022 году завоевал с ней бронзовые медали турнира зимних Паралимпийских игр в Пекине.
В октябре 2023 года стал главным тренером сборной Казахстана по следж-хоккею.
Заслуженный тренер России по следж-хоккею (27 октября 2017).